# Lionel Djebi-Zadi
Lionel Djebi-Zadi (* 20. Mai 1982 in Lyon) ist ein französisch-ivorischer ehemaliger Fußballspieler.

## Karriere
Der Innenverteidiger wechselte zur Saison 2006/07 vom schottischen Klub Ross County FC zum SC Paderborn 07, konnte sich dort jedoch nicht in der ersten Mannschaft etablieren. Nachdem er in der Rückrunde an den Nord-Regionalligisten SV Wilhelmshaven ausgeliehen wurde, absolvierte er in der Hinrunde der Saison 2007/08 kein Spiel mehr für den SC Paderborn. Im Januar 2008 wechselte er zum Regionalligisten SC Verl, konnte sich dort jedoch ebenfalls nicht durchsetzen und verließ die Ostwestfalen zum Saisonende.
Anschließend stand Djebi-Zadi bis 2010 beim schottischen Verein Inverness Caledonian Thistle unter Vertrag. Danach spielte er 2011 auf Réunion für SS Saint-Louisienne, in Indonesien für Sriwijaya FC und erneut auf der Insel Reunion für AS Marsouins, US Sainte-Marienne und SS Saint-Louisienne.

## Persönliches
Sein älterer Bruder Serge (* 1974), war U-23 Nationalspieler der Elfenbeinküste und spielte während seiner Karriere, für als Profi für den AS Monaco, Olympique Lyon und SC Bastia sowie auf semi-professioneller Ebene auf Réunion für Jeunesse Sportive Saint-Pierroise und AS Saint Louisienne.